# Morro do Osso (sub-bacia)
Morro do Osso é uma das vinte e sete sub-bacias hidrográficas da cidade de Porto Alegre, capital do estado brasileiro do Rio Grande do Sul. Com 1,94 km² de área, é uma das menores do território do município, abrangendo pequenos cursos d´água que estão localizados no interior da mata do Parque Natural do Morro do Osso, situado no bairro Sétimo Céu. Esses deságuam na Bacia Hidrográfica do Lago Guaíba, após atravessar uma canalização na Avenida Coronel Marcos, no bairro Pedra Redonda. 